# Karl Nobiling
Karl Eduard Nobiling (10 avril 1848 - 10 septembre 1878) est un docteur en philosophie et anarchiste allemand.

## Biographie
Né dans l'arrondissement de Birnbaum en province de Posnanie en Royaume de Prusse. Fils d'un fonctionnaire aisé, il étudie la philosophie, obtient un doctorat en 1876 après avoir étudié dans les universités de Halle et Leipzig et se radicalise politiquement. Il a, à l'époque, quelques contacts avec des membres du Parti social-démocrate d'Allemagne.
Il est statisticien à Dresde, voyage  à Londres, en Belgique, en France, en Suisse et en Autriche. Il revient à Berlin
Faisant suite à un premier attentat manqué réalisé moins d'un mois plus tôt par Max Hödel,
Nobiling tente d'assassiner à son tour l'empereur Guillaume Ier le 2 juin 1878, et le blesse d'un coup de feu. Il fuit, se tire ensuite une balle dans la tête qui ne fait que le blesser, mais succombe à ses blessures trois mois plus tard, en prison.
Prenant prétexte de ces deux tentatives, le chancelier Otto von Bismarck, édicte en octobre 1878 ses Lois antisocialistes.

## Sources
- L'Éphéméride anarchiste : notice biographique.
- Centre International de Recherches sur l'Anarchisme (Lausanne) : notice bibliographique.